# Даріо Бюрглер
Даріо Бюрглер (нім. Dario Bürgler; 18 грудня 1987, Швіц, Швейцарія) — швейцарський хокеїст, нападник, з 2014 року за  клуб ХК «Цуг» в Національній лізі А. Син відомого хокеїста Тоні Бюрглера.

## Кар'єра
Даріо почав кар'єру в сезоні 2003/04 років в елітному юніорському чемпіонаті у клубі «Цуг». У наступному сезоні він дебютував у Національній лізі А за основний клуб «Цуг», але продовжив грати за молодіжну команду. У сезоні 2006/07 він вже відіграв 39 матчів в регулярному чемпіонаті, набрав 9 очок (3 + 6) та 12 матчів в плей-оф, зробив одну результативну передачу. 6 жовтня 2006 року він закинув свою першу шайбу у грі проти «Клотен Флаєрс». На додаток до цього, Бюрглер закинув ще чотири шайби у складі молодіжної збірної Швейцарії в сезоні НЛБ 2006/2007 років.
У грудні 2006 року, нападник підписав з ХК «Давос» дворічний контракт. 22 вересня 2007 року він зробив перший хет-трик, в матчі проти Амбрі-Піотта.

## Кар'єра (збірні)
Даріо виступав за юнацьку збірну на чемпіонатах світу 2004 та 2005 років.
Брав участь у складі молодіжної збірної на чемпіонатах світу в 2006 і 2007 роках.
У листопаді 2007 року Бюрглера запросили до лав національної збірної, брав участь в Кубку Німеччини, де став переможцем. У наступні роки він регулярно грав за збірну. Був присутній у складі збірної на відборі в 2013 році до чемпіонату світу.

## Нагороди та досягнення
- 2007 Володар Кубка Німеччини у складі збірної.
- 2009 Чемпіон Швейцарії у складі ХК «Давос».
- 2011 Чемпіон Швейцарії у складі ХК «Давос».